# Welly
Welly 是一个在 Mac 操作系统上运行的 BBS 客户端程序，可用于 Telnet/SSH 远程连线。目前的开发者主要有 talentljl/K.O.ed99, lvli007, tangyang.cn, xi.wang 等人。

## 特性
- 快速文字渲染，使用 Core Text 技术[1]
- 标签式浏览
- URL  智慧识别
- 具有 EXIF 信息的图片预览
- 全螢幕模式
- 强大的讯息（水球）功能
- 自动回复
- 便捷的全文下载
- 支持远程控制
- IP 地址定位
- 安全粘贴
- 多语种界面
- 自动更新
- Cover Flow
- 支持 ANSI 彩色的文本编辑器，并可直接粘贴富文本。
- 鼠标浏览
- 自动登录
- 矩形选择
- URL 模式
- 使用代理服务器
- 直接彩色粘贴
- 自动生成 RSS Feed

## Awards
Welly 2.3 has been honored with SOFTPEDIA "100% FREE" AWARD.